# Jeffrey B. Berlin
Jeffrey B. Berlin (* 7. Januar 1946 in Philadelphia; † 24. Juni 2021 in Langhorne (Pennsylvania)) war ein US-amerikanischer Literaturwissenschaftler und Germanist.

## Leben
Berlin studierte zunächst Chemie, um sich dann an der Temple University in Philadelphia der Germanistik zuzuwenden. Dort erlangte er 1971 den Master of Arts. 1976 wurde er an der State University of New York at Binghamton mit einem Vergleich des dramatischen Werks von Henrik Ibsen und Arthur Schnitzler zum Dr. phil. promoviert. Es folgten wissenschaftliche Stationen an verschiedenen Hochschulen. Bevor er emeritiert wurde, war er Professor für vergleichende Literaturwissenschaften und Universitätsdekan der Holy Family University in Langhorne, einem Vorort von Philadelphia. Berlin zählte zu den profilierten Kennern der deutschsprachigen Literatur sowie des Wiener Fin de siècle. Er war Autor, Herausgeber und Mitherausgeber literaturwissenschaftlicher Bücher – hauptsächlich von Briefeditionen – und einer Vielzahl von Aufsätzen, darunter über Raoul Auernheimer, Richard Beer-Hofmann, Hermann Broch, Albert Einstein, Lion Feuchtwanger, Theodor Herzl, Hermann Hesse, Heinrich Eduard Jacob, Thomas Mann, Arthur Schnitzler, Franz Werfel, Carl Zuckmayer und Stefan Zweig. Als Mitherausgeber der großen „Stefan Zweig-Briefedition“ des S. Fischer Verlags genoss Berlin internationales Renommee und wird zu den „verdienstvollen Zweig-Forschern“ (Donald A. Prater) gezählt. Von 1976 bis 1999 gehörte Berlin dem Redaktionsteam der Modern Austrian Literature an. Berlin war Vorstandsmitglied der „Internationalen Stefan Zweig-Gesellschaft“ in Salzburg und Vorsitzender des Forschungsausschusses der „Casa Stefan Zweig“ in Petrópolis (Brasilien). Er lebte mit seiner Frau Anne F. Berlin in Langhorne (PA) bei Philadelphia.

## Werke und Herausgeberschaften (Auswahl)
- The Unpublished Letters of Richard Beer-Hofmann to Hermann Bahr, with the Unpublished Letters between Beer-Hofmann and Theodor Herzl. In: Identity and Ethos. Festschrift for Sol Liptzin, Hg. Mark Gelber (New York and Bern: Lang Verlag 1986), S. 121–144.
- March 14, 1938: ‚Es gibt kein Österreich mehr.‘ Some Unpublished Correspondence between Franz Werfel, Alma Mahler Werfel and Ben Huebsch. in: Deutsche Vierteljahrsschrift für Literaturwissenschaft und Geistesgeschichte, 62, iv (1988), S. 741–763. ISSN 0012-0936
- Zusammen mit D. Daviau und J. Johns: Unpublished Letters between Franz Werfel, Alma Mahler Werfel and Ben Huebsch: 1941–1946. In: Modern Austrian Literature, 24, ii (1991), S. 123–200.
- Vergängliches, Unvergängliches. Heinrich Eduard Jacobs Gespräche mit Hugo von Hofmannsthal und zwei unveröffentlichte Briefe. in: Hofmannsthal-Blätter, H. 41/42 (1991/1992), S. 79–85.
- Zusammen mit Jorun B. Johns und Richard H. Lawson: Turn-of-the-Century Vienna and its Legacy. Essays in Honor of Donald G. Daviau. (New York und Wien: Edition Atelier 1993). ISBN 3-900379-84-X (Europa); ISBN 0-929497-74-0 (USA).
- Der unveröffentlichte Briefwechsel zwischen Antoinette von Kahler und Hermann Broch unter Berücksichtigung einiger unveröffentlichter Briefe von Richard Beer-Hofmann, Albert Einstein und Thomas Mann: in: Modern Austrian Literature, Volume 26, Number 2, 1994; pp. 39–76. ISSN 0026-7503
- ‚[…] permit me to say that you are an ideal publisher‘. Ben W. Huebsch of the Viking Press (New York) — Unpublished Correspondence with European Authors in Exile, with special attention to Feuchtwanger [and Stefan Zweig]. in: Refuge and Reality — Feuchtwanger and the European Émigrés in California, ed. Pól Ó Dochartaigh and Alexander Stephan (Amsterdam: Editions Rodopi B. V. 2005), S. 109–129. ISBN 90-420-1945-X
- Further Remarks about Lion Feuchtwanger’s Interaction with Ben Huebsch between 1941 and 1943, including their Unpublished Correspondence about the Genesis of the American edition of Die Brüder Lautensack. In: Lion Feuchtwanger und die deutschsprachigen Emigration in Frankreich von 1933 bis 1941, ed. Daniel Azuélos (Bern and New York: Peter Lang 2006), S. 297–322. ISBN 3-03910-999-5.
- Erfahrung und Zeugenschaft. Perspektiven zur Entstehungsgeschichte von Heinrich Eduard Jacobs Biographie ‚The World of Emma Lazarus‘. In: Études Germaniques 63 (2008) 4; S. 707–722. ISSN 0014-2115
- A Relentless Drive for Meaning (Part I): Lion Feuchtwanger’s Unpublished Correspondence with his American Publisher Ben Huebsch regarding „Goya oder der arge Weg der Erkenntnis“ (1948–51). In: Feuchtwanger and Film, ed. Ian Wallace. (Bern and New York: Peter Lang 2009), S. 41–124. ISBN 978-3-03911-954-7.
- A Relentless Drive for Meaning (Part II): Lion Feuchtwanger’s Unpublished Correspondence with his American Publisher Ben Huebsch (1952–1956). In: Feuchtwanger and Remigration, ed. Ian Wallace. (Bern and New York: Peter Lang 2013), S. 93–184. ISBN 978-3-0343-0919-6.

### Thomas Mann
- Approaches to Teaching Mann's „Death in Venice“ and Other Short Fiction. New York: The Modern Language Association of America, 1992. ISBN 0-87352-709-7.
- On the Making of The Magic Mountain: The Unpublished Correspondence of Thomas Mann, Alfred A. Knopf, and H. T. Lowe-Porter, in: Seminar. A Journal of Germanic Studies. 28, 4 (November 1992), S. 283–320. CN ISSN 0037-1939
- Ein Lese- und Bilderbuch von Menschen: Unpublished Letters of Thomas Mann, Alfred A. Knopf, and H. T. Lowe-Porter, 1929–1934, with Special Reference to the Joseph-Novels. Seminar. A Journal of Germanic Studies, 30, 3 (September 1994), S. 221–275. CN ISSN 0037-1939
- Antwort auf Knopfs Warnungen: Unpublished Letters of Thomas Mann and Alfred A. Knopf (March 1939–June 1940), Seminar, 32, 3 (September 1996), S. 189–220. CN ISSN 0037-1939
- „War unsere [KZ] Gefangenschaft ein Einzelfall, etwas Monströs-Zufälliges oder war sie die natürliche Folge natürlicher Gegebenheiten?“ The Unpublished Exile Correspondence between Heinrich Eduard Jacob and Raoul Auernheimer (1939–1943); in: Germanisch-Romanische Monatsschrift, Neue Folge Band 49, Heft 2, Heidelberg 1999; S. 209–239. ISSN 0016-8904
- „Durch mich geht’s ein zur Stadt der Schmerzerkorenen, durch mich geht’s ein zum ewiglichen Schmerz, […] Laßt, die ihr eingeht, alle Hoffnung fahren!“ The Unpublished Correspondence of Heinrich Eduard Jacob in KZ Dachau and Buchenwald (1938–1939) and unpublished letters with the German PEN-Club in London; in: „Germanisch-Romanische Monatsschrift“, Neue Folge Band 49, Heft 3, Heidelberg 1999; S. 307–331. ISSN 0016-8904
- Thomas Mann. in: Revised edition of Erstausgaben deutscher Dichtung, ed. Gero von Wilpert und Adolf Gühring (Stuttgart: Alfred Kröner Verlag 1992), S. 1031–1035.
- Thomas Mann and Heinrich Eduard Jacob. Unpublished Letters about Haydn. In: Germanisch-Romanische Monatsschrift, 40, ii (1990), S. 171–189.
- In Exile. The Friendship and Unpublished Correspondence between Thomas Mann and Heinrich Eduard Jacob. in: Deutsche Vierteljahrsschrift für Literaturwissenschaft und Geistesgeschichte, 64, i (1990), S. 172–187.
- Hermann Broch and Antoinette von Kahler: Friendship, Correspondence, Poetry. in: Hermann Broch. Literature, Philosophy, Politics. The Yale Broch Symposium 1986, ed. Steven Dowden (Columbia, South Carolina: Camden House 1987), S. 176–192.
- Ihr Gedanke, dieser Äusserung in Amerika noch eine etwas weitere Publizität zu verschaffen, ist mir sehr sympathisch: Thomas Mann’s Unpublished Correspondence from 5 January 1936 to 3 May 1936 with Alfred A. Knopf and H. T. Lowe-Porter. in: Euphorion: Zeitschrift für Literaturgeschichte, 95, ii (2001), S. 197–210.
- ON THE NATURE OF LETTERS — Thomas Mann’s unpublished correspondence with his American publisher and translator, and unpublished letters about the writing of Doctor Faustus. in: European Journal of English Studies, 9, i (April 2005), S. 61–73.
- Additional Reflections on Thomas Mann as a Letter Writer: With the Unpublished Correspondences of Thomas Mann, Alfred A. Knopf, and H. T. Lowe-Porter about the Genesis of Doctor Faustus, The Black Swan, and Confessions of Felix Krull — Confidence Man: The Early Years. In: Oxford German Studies, 34, ii (2005), S. 123–157.

### Arthur Schnitzler
- Some Images of the Betrayer in Arthur Schnitzler's Work. In: German Life & Letters, 26, i (1972), S. 20–24.
- Political Criticism in Arthur Schnitzler's Aphorismen und Betrachtungen. In: Neophilologus, 57, ii (1973), S. 173–178.
- The Element of ‚Hope‘ in Arthur Schnitzler’s Sterben. In: Seminar. A Journal of Germanic Studies, 10, i (1974), S. 38–49.
- Arthur Schnitzler's Die Frau mit dem Dolche. Déjà vu Experience or Hypnotic Trance? In: Modern Austrian Literature, 7, i/ii (1974), S. 108–112.
- An Annotated Arthur Schnitzler Bibliography 1965–1977. With an Essay on The Meaning of the „Schnitzler-Renaissance“ (Foreword by Sol Liptzin). München: Wilhelm Fink Verlag, 1978. ISBN 3-7705-1568-4.
- The Priest Figure in Schnitzler’s Professor Bernhardi. In: Neophilologus, 64, iii (1980), S. 433–438.
- Arthur Schnitzler Bibliography for 1977–1981; In: „Modern Austrian Literature“, Volume 15, Number 1, 1982; S. 61–83. ISSN 0026-7503
- Notes on An Unpublished Letter: Brandes, Beer-Hofmann, Schnitzler. In:  Text & Kontext. Zeitschrift für germanistische Literaturforschung in Skandinavien, 10.1 (1982), S. 164–170.
- Die Beziehungen zwischen Ibsen und Schnitzler. In: Text & Kontext. Zeitschrift für germanistische Literaturforschung in Skandinavien, 10.2 (1982), 383–398. (Special Schnitzler Issue)
- Theodor Reiks unveröffentlichte Briefe an Arthur Schnitzler. Unter Berücksichtigung einiger Briefe an Richard Beer-Hofmann. In: Literatur und Kritik, 173/174 (1983), S. 182–197.
- Arthur Schnitzler: An Unpublished Letter about Der blinde Geronimo und sein Bruder. In: Germanisch-Romanische Monatsschrift, 37, ii (1987), S. 227–229.
- Arthur Schnitzler. Durchgesehenen Ausgabe von Erstausgaben deutscher Dichtung Hg. Gero von Wilpert und Adolf Gühring (Stuttgart: Alfred Kröner Verlag 1992), S. 1365–1367.
- Journalists, Language, and Truth in Arthur Schnitzler’s Fink und Fliederbusch. In: Modern Austrian Literature, 25, iii/iv (1992), S. 1–23.
- Arthur Schnitzler’s Views on Intellectual Property, illustrated by the Trials and Tribulations of Casanova's Homecoming In: Arthur Schnitzler — Zeitgenossenschaften/Contemporaneities. Hg. Florian Krobb and Ian Foster (Bern and New York: Lang Verlag 2001), S. 70–88.
- Arthur Schnitzler’s Unpublished Memoir Urheberrecht und geistiges Eigentum. With Commentary about his Views on Copyright Laws. In: Jüdische Aspekte Jung-Wiens im Kulturkontext des “Fin de Siècle,” Hg. Sarah Fraiman-Morris (Tübingen: Max Niemeyer Verlag 2005), S. 61–73. (Series Conditio Judaica 52)

### Stefan Zweig
- The Correspondence of Stefan Zweig with Richard Beer-Hofmann; in: Donald G. Daviau, Jorun B. Johns and Jeffrey B. Berlin (Editors): The Correspondence of Stefan Zweig with Raoul Auernheimer and Richard Beer-Hofmann. Columbia (South Carolina): Camden House, 1983. ISBN 0-938100-22-X.
- Zusammen mit Hans-Ulrich Lindken und Donald A. Prater: Stefan Zweig Briefwechsel mit Hermann Bahr, Sigmund Freud, Rainer Maria Rilke und Arthur Schnitzler. Frankfurt am Main: S. Fischer Verlag, 1987. ISBN 3-10-097081-0.
- The Unpublished Correspondence Between Albert Einstein and Stefan Zweig; in: Amy Colin and Elisabeth Strenger (Hrsg.): Brücken über dem Abgrund. Auseinandersetzungen mit jüdischer Leidenserfahrung, Antisemitismus und Exil. Festschrift für Harry Zohn. München: Wilhelm Fink Verlag, 1994; S. 337–363. ISBN 3-7705-2950-2.
- Stefan Zweig: Briefe 1897 – 1942 in vier Bänden (1995–2005):
  - 1. Band – Zusammen mit Knut Beck und Natascha Weschenbach-Feggeler: Stefan Zweig: Briefe 1897 – 1914. Frankfurt/Main: S. Fischer Verlag, 1995. ISBN 3-10-097088-8.
  - 2. Band – Zusammen mit Knut Beck und Natascha Weschenbach-Feggeler: Stefan Zweig: Briefe 1914 – 1919. Frankfurt/Main: S. Fischer Verlag, 1998. ISBN 3-10-097089-6.
  - 3. Band – Zusammen mit Knut Beck: Stefan Zweig: Briefe 1920 – 1931. Frankfurt/Main: S. Fischer Verlag, 2000. ISBN 3-10-097090-X.
  - 4. Band – Zusammen mit Knut Beck: Stefan Zweig: Briefe 1932 – 1942. Frankfurt/Main: S. Fischer Verlag, 2005. ISBN 3-10-097093-4.
- Response and Impression: Encountering Concepts of Judaism and Zionism in the Unpublished Correspondence between Martin Buber and Stefan Zweig (1901–1931). in: „Germanisch-Romanische Monatsschrift“, Neue Folge Band 50, Heft iii, Heidelberg 1999; S. 333–360.
- Zusammen mit Gabriella Rovagnati: Stefan Zweig. in: Deutsche Biographische Enzyklopädie, ed. Walther Killy and Rudolf Vierhaus, 2nd ed., vol. 10 (München: K. G. Saur Verlag 1999), S. 705–706.
- The Austrian Catastrophe: Political Reflections in the Unpublished Correspondence between Stefan Zweig and Arnold Zweig. in: Austrian Exodus: The Creative Achievements of Refugees from National Socialism, ed. Edward Timms and Ritchie Robertson (Edinburgh: Edinburgh University Press 1995 = Austrian Studies VI), S. 3–21.
- Zu den unveröffentlichten ‚Gesprächen‘ Stefan Zweigs mit Ben Huebsch im Entscheidungsjahr 1933. in: Stefan Zweig: Exil und Suche nach dem Weltfrieden, ed. Mark H. Gelber and Klaus Zelewitz (Riverside: Ariadne Press 1995), S. 279–294.
- Carl Zuckmayer and Ben Huebsch: Unpublished Letters about Stefan Zweig’s Suicide. in: Germanisch-Romanische Monatsschrift, 38, i/ii (1988), S. 196–199.
- The Struggle for Survival – From Hitler’s Appointment to the Nazi Book-Burnings: Some Unpublished Stefan Zweig Letters, with an Unpublished Manifesto. in: Turn-of-the-Century Vienna and its Legacy: Essays in Honor of Donald G. Daviau, ed. J. B. Berlin et al. (Wien: Edition Atelier 1993), S. 361–388. ISBN 3-900379-84-X (Europa); ISBN 0-929497-74-0 (USA).
- Stefan Zweig: An Unpublished Letter about Guy de Maupassant. in: Études Germaniques, 42, i (1987), S. 66–69.
- Stefan Zweig’s Unpublished Letters of 1938 to Ben Huebsch. in: Deutsche Vierteljahrsschrift für Literaturwissenschaft und Geistesgeschichte, 61, ii (1987), S. 325–358.
- An Author and his Publisher: Stefan Zweig’s Unpublished Letters of 1936 to Ben Huebsch. in: Germanisch-Romanische Monatsschrift, 37, iii (1987), S. 301–319.
- Zusammen mit H. Lindken: Hugo von Hofmannsthal – Stefan Zweig: Briefe (1907–1928). in: Hofmannsthal-Blätter, H. 26 (1982), S. 86–116.
- Ben W. Huebsch, Stefan Zweig, Lion Feuchtwanger, Franz Werfel, and the Viking Press Imprint. In: German and the Americas: Culture, Politics, and History, 3 vols., ed. Thomas Adam (Santa Barbara, CA: ABC-CLIO Publishers, 2005), vol. II, S. 518–529.
- „… habe eine kleine Schachnovelle entworfen“ Stefan Zweigs Briefe und die Entstehung seines letzten Werks. in: Susanne Poldauf und Andreas Saremba (Hrsg.): 65 Jahre Schachnovelle. Berlin: Emanuel Lasker Gesellschaft, 2007; S. 40–56.
- Stefan Zweigs Schachnovelle. In: Karl. Das kulturelle Schachmagazin, Jg. 27, Nr. 1 (2010), S. 18–25.
- Wie unwichtig sind ja überhaupt jetzt alle unsere Bücher und das, was wir machen! The Unpublished Correspondence between Stefan Zweig and Felix Braun during the Anschluß Year 1938. In: Germanisch-Romanische Monatsschrift.
- We want neither victory nor defeat for anyone. We are enemies of victory and friends of renunciation… — Notes on an Unpublished 1918 Stefan Zweig Letter to Hermann Hesse. In: Germanisch-Romanische Monatsschrift, 41, ii (1991), S. 231–235.
- Zusammen mit H. Lindken: Der unveröffentlichte Briefwechsel zwischen Franz Werfel und Stefan Zweig. In: Modern Austrian Literature, 24, ii (1991), S. 89–122.
- The Writer’s Political Obligations in Exile: The Case of Stefan Zweig. In: Stefan Zweig and World Literature. Twenty-First-Century Perspectives, ed. Birger Vanwesenbeeck and Mark H. Gelber (Rochester: Camden House 2014), S. 224–255. ISBN 1-57113-924-9.
- Zusammen mit Gert Kerschbaumer: Stefan Zweig – Friderike Zweig „Wenn einen Augenblick die Wolken weichen“ Briefwechsel 1912 – 1942. Frankfurt am Main: S. Fischer Verlag, 2006. ISBN 978-3-10-097096-1